# 新貝塞爾鎮區 (北卡羅萊納州羅京安縣)
新貝塞爾鎮區（英語：New Bethel Township）是位於美國北卡羅萊納州羅京安縣的一個鎮區。

## 地方資料
新貝塞爾鎮區的面積為153.84平方千米，皆為陸地。根據2020年美國人口普查的數據，當地共有人口7108人，而人口密度為每平方千米46.2人。